# Без дом (филм)
Без дом (на френски: Sans famille) е френски филм от 2000 г. по едноименния роман на Ектор Мало.
Режисьор е Жан–Даниел Верхаг. В ролите: Пиер Ришар, Жул Ситрюк, Клод Жад, Марсел Досон, Вероника Ферес.

## Сюжет
Внимание:  Текстът по-долу разкрива сюжета на произведението (или части от него)!
„Без дом“ разказва за живота на малкия Реми, който не знае кои са родителите му. Изоставен като бебе, той е приютен от мъж и жена на име Барберен. Реми и мама Барберен живеят на село, а приемният му баща работи в Париж докато нещастен инцидент не го осакатява и той се завръща на село – като малко след това продава малкия Реми на странстващ комик (Виталис). Така той е принуден сам да изкарва прехраната си. Момчето обикаля по пътищата на Франция с господаря си и неговата „театрална трупа“ от три кученца (Капи, Долче и Зербино) и една маймунка(Добродушко). След много трудности момчето открива своя истински дом и така свършват филмът и книгата.